# 德克·布劳威尔
德克·布劳沃（荷蘭語：Dirk Brouwer，1902年9月1日—1966年1月31日），荷兰裔美国天文学家。

## 生平
他在荷兰莱顿大学获得了博士学位，随后前往美国耶鲁大学。1941年-1966年间，他担任《天文学期刊》的编辑。
他主要研究天體力学，并写有《天體力学方法论》，1955年他获得了英国皇家天文学会颁发的金奖，1966年又获得了布鲁斯奖。
第1746号小行星是以他的名字命名的，还有月球上的布劳威尔陨石坑是为了同时纪念他与另一位数学家鲁伊兹·布劳沃（Luitzen Egbertus Jan Brouwer）的。